# Jatte

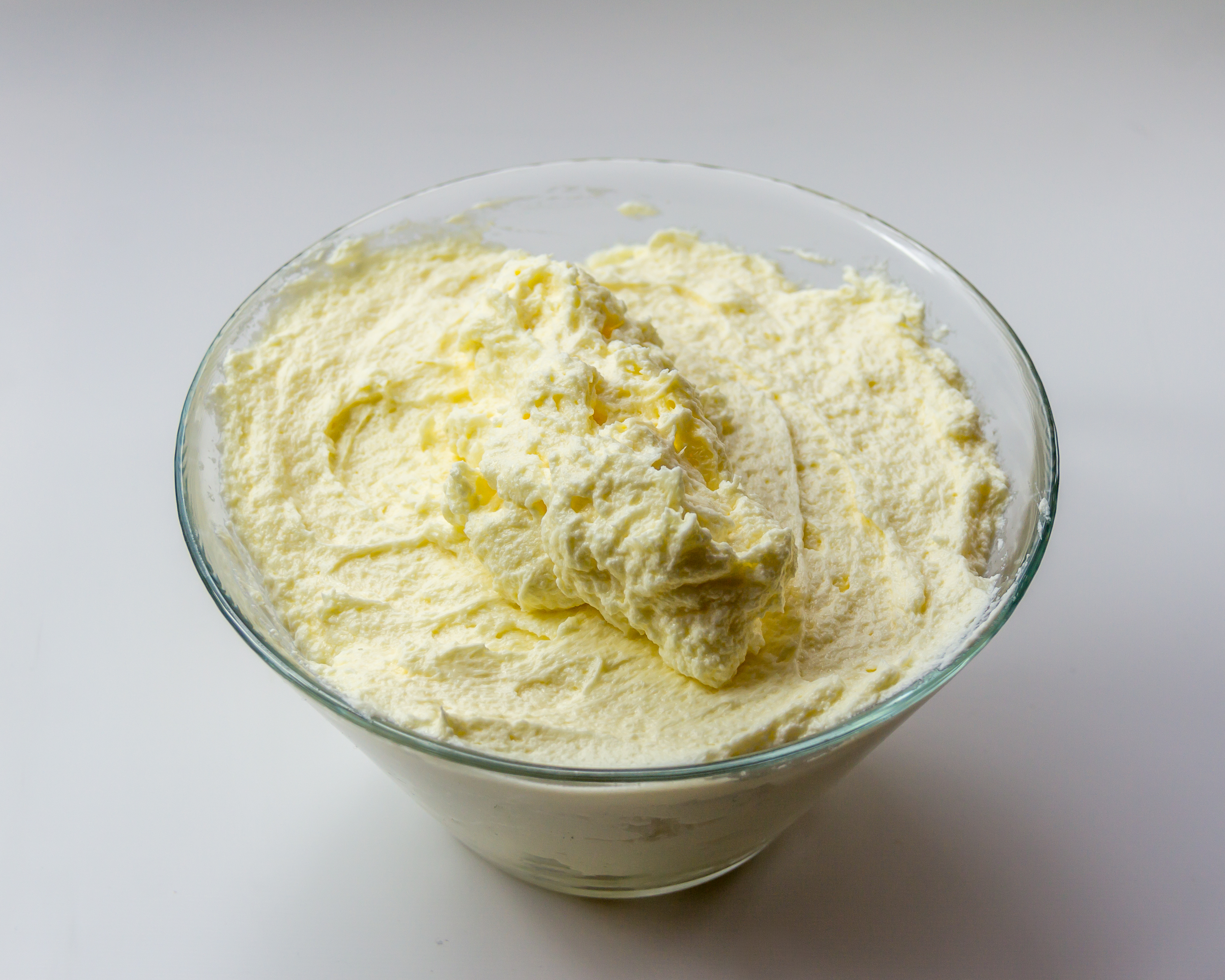
Jatte de crème au beurre.

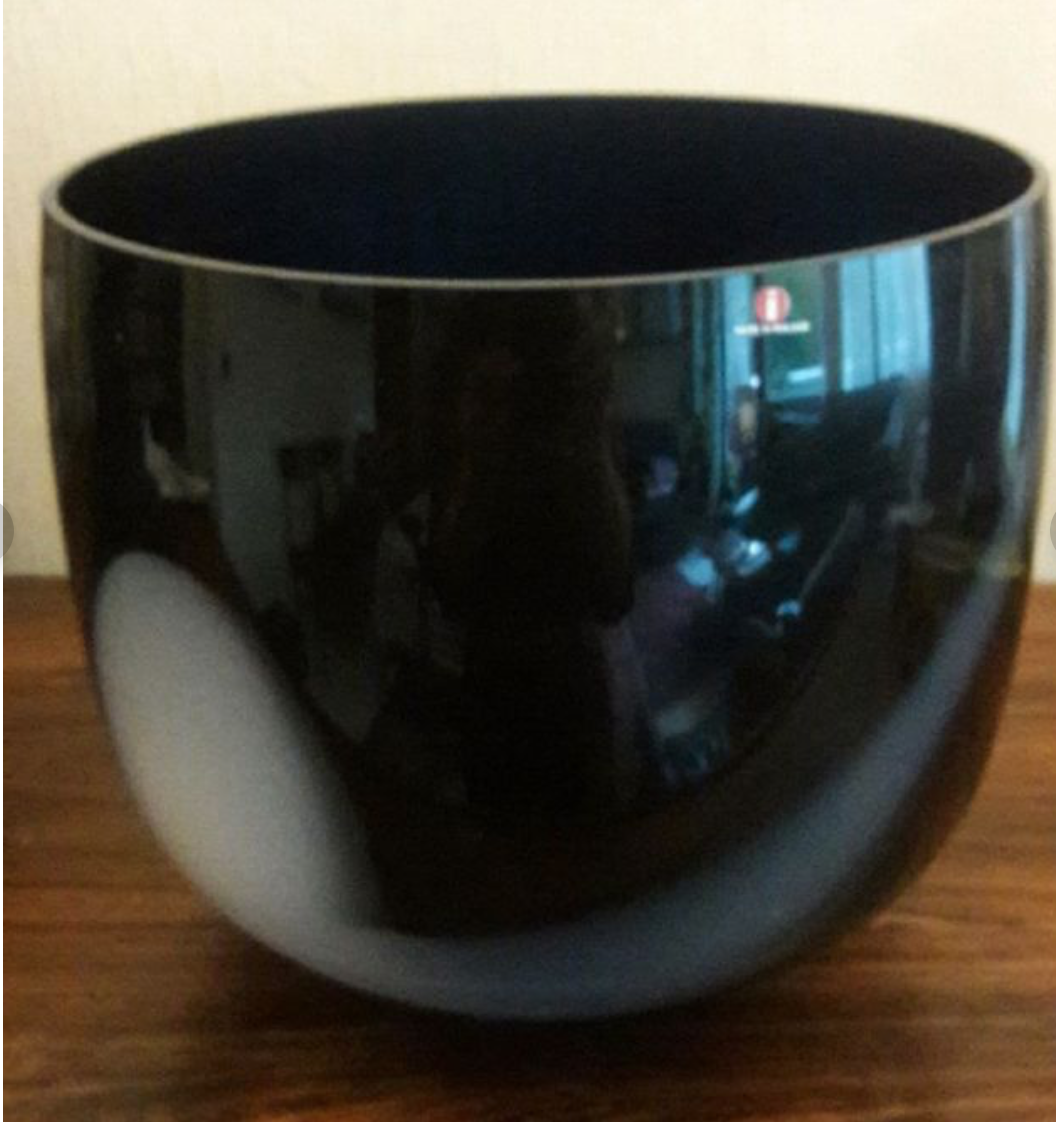
Jatte en cristal.

Une jatte est un récipient de forme ronde évasée, servant pour la préparation des aliments. Elle est  faite d’une seule pièce, sans rebord, ni manche, ni anse.

## Étymologie
La jatte tire son nom, selon le dictionnaire Larousse, du latin populaire gabita, lui-même issu du latin classique gabata (« assiette creuse » ou « écuelle »). 
Le Centre national de ressources textuelles et lexicales évoque pour sa part le latin găbăta (« écuelle »).  

## Usage
Une jatte est utilisée pour verser les ingrédients nécessaires aux préparations alimentaires, la forme creuse permettant de mélanger et de mixer les préparations liquides.
Les jattes servent pour le service des crèmes, des desserts. Ce mot désigne le contenant mais aussi le contenu (une jattée) : une « jatte de crème », une « jatte de lait ».
Les jattes ouvragées sont des objets de décoration.

## Matières
A l’origine, les jattes sont fabriquées en terre cuite, céramique, faïence, porcelaine. On en trouve en bois et aussi dans des matières précieuses : étain, cristal, argent ou métal argenté.
Au XXIe siècle, les plus utilisées pour les préparations culinaires sont les jattes en verre, en inox, et en matière plastique.